# 바렌트쇠위아섬

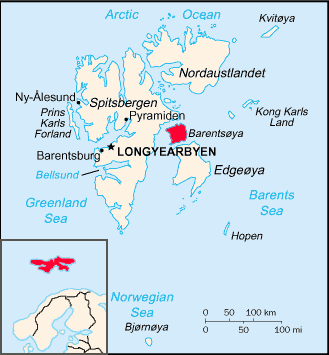
바렌트쇠위아섬

바렌트쇠위아섬(노르웨이어: Barentsøya)은 바렌츠섬 (Barents Island)이라는 뜻으로 노르웨이령 스발바르 제도에 속하는 작은 섬 중 하나이다. 에드게외위아섬과 스피츠베르겐섬 사이에 위치한다. 상주하는 주민은 없다. 네덜란드의 탐험가 빌럼 바런츠의 이름을 따서 붙여졌다.